# Metropolitan Correctional Center, San Diego
Metropolitan Correctional Center, San Diego (MCC San Diego) är ett federalt häkte och korttidsfängelse för manliga och kvinnliga intagna och är belägen i San Diego, Kalifornien i USA. Den förvarade totalt 786 intagna för december 2022.
Häktet invigdes 1974 och kostade 12,8 miljoner amerikanska dollar att uppföra.
Personer som har suttit häktade eller placerade på MCC San Diego är bland andra Eldridge Cleaver och Patty Hearst.